# ماورو جونيور
ماورو جونيور  (مواليد 6 مايو 1999) هو لاعب كرة قدم برازيلي يلعب في مركز الوسط في نادي آيندهوفن.

## روابط خارجية
- ماورو جونيور على موقع الاتحاد الأوربي (الإنجليزية)
- ماورو جونيور على موقع قاعدة بيانات كرة القدم.إي يو (الإنجليزية)
- ماورو جونيور على موقع ليكيب (الفرنسية)
- ماورو جونيور على موقع Soccerway.com (الإنجليزية)
- ماورو جونيور على موقع عالم كرة القدم.نت (الإنجليزية)